# Quşlar (Qəbələ)
Quşlar o Kushlar è un comune dell'Azerbaigian situato nel distretto di Qəbələ. Conta una popolazione di 797 abitanti.